# 禅古寺
禅古寺，又称創古寺，全称青海禅古扎西求林寺，位於中國青海省玉树藏族自治州玉树县结古镇禅古村的藏傳佛教寺院，屬於噶舉派。它距離康區结古镇約七公里。創立於12世紀，為創古仁波切法座所在地。2008年4月10日列入第八批青海省文物保护单位。

## 歷史
創古寺由第七世噶瑪巴創立，之後交由第一世創古仁波切擔任住持，從此成為創古仁波切法座所在地。